# 小エロベイ島

赤道ギニアとガボンの国境地帯の地図。北が赤道ギニア（リオ・ムニ）、中央がエロベイ諸島。小エロベイ島はエロベイ諸島のうち北東の小島。

小エロベイ島（しょうエロベイとう、スペイン語: Isla de Elobey Chico）は赤道ギニア領の島。リトラル県に属す。エロベイ・チコ島とも書かれる。ミテメレ川の河口付近にあり、南西の大エロベイ島と共にエロベイ諸島の一部を形成する。0.19平方キロメートルの面積を有する無人島である。
1843年から1926年までアンノボン島とコリスコ島と共にエロベイ・アンノボン及びコリスコを結成し、スペインの保護領となり、エロベイ、アンノボン及びコリスコの政庁が置かれていたこともある。